# Josef Ignaz Gerl
Joseph Ignaz Gerl (Klosterneuburg, 1734. május 22. – Bécs, 1798. február 1.) Magyarországon viszonylag sokat dolgozó osztrák építész, az egri Líceum első tervezője.
A 18–19. században tevékenykedett bécsi építészcsalád sarja volt, Matthias Franz Gerl unokaöccse. Neve több magyar forrásban Gerl Józsefként bukkan föl.
Barkóczy Ferenc püspök meghívta Egerbe püspöki építésznek, és vele bővíttette ki palotáját.
További munkái Egerben:
- a megyeháza börtönépületének tervezése;
- Rottenstein-Csák-ház;

Munkái más magyar településeken:
- 1777 körül terveket készített a Pannonhalmi Bencés Főapátság főépületének barokk átalakítására, de azt végül nem az ő tervei alapján végezték el.